# Avanhandava (kommun)
Avanhandava är en kommun i Brasilien.   Den ligger i delstaten São Paulo, i den södra delen av landet, 700 km söder om huvudstaden Brasília. Antalet invånare är 11 311.
Följande samhällen finns i Avanhandava:
- Avanhandava

Omgivningarna runt Avanhandava är en mosaik av jordbruksmark och naturlig växtlighet. Runt Avanhandava är det ganska glesbefolkat, med 50 invånare per kvadratkilometer.